# 阿罗塞斯
阿罗塞斯（法語：Arrosès，法語發音：[aʁozɛs]）是法国大西洋比利牛斯省的一个市镇，属于波城区。

## 地理
阿罗塞斯（43°32'29"N, 0°6'41"W）面积9.64 平方千米，位于法国新阿基坦大区大西洋比利牛斯省，该省份为法国东南部省份，涵盖了贝阿恩与北巴斯克，西临大西洋比斯開灣，北至朗德省，东北接热尔省，东临上比利牛斯省，南与西班牙接壤。
与阿罗塞斯接壤的市镇（或旧市镇、城区）包括：欧里永-伊代尔讷、马迪朗、圣拉纳、艾迪、克鲁塞耶、蒙迪斯。

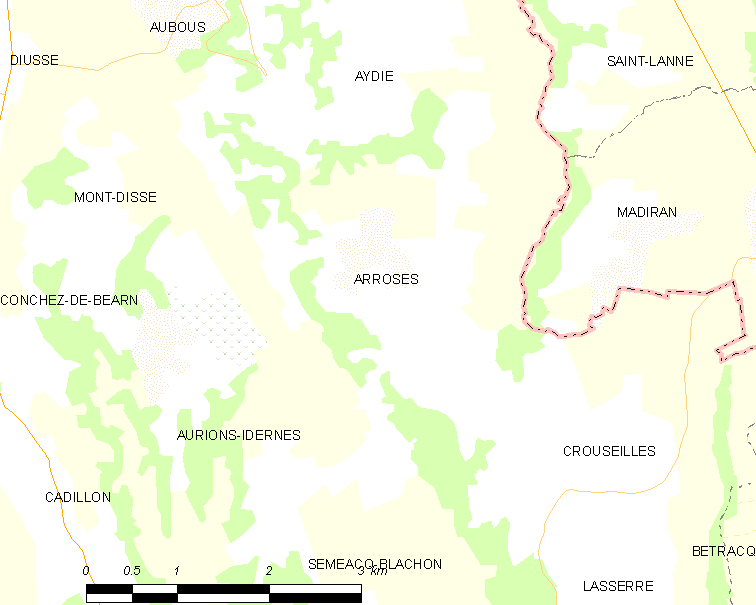
阿罗塞斯的OSM定位图

阿罗塞斯的时区为UTC+01:00、UTC+02:00（夏令时）。

## 行政
阿罗塞斯的邮政编码为64350，INSEE市镇编码为64056。

## 政治
阿罗塞斯所属的省级选区为吕伊河土地和维克比伊山坡县。

## 人口

1962-2008年间阿罗塞斯人口变化图示

阿罗塞斯于2022年1月1日时的人口数量为136人。